# Seznam revolverů
Následující seznam obsahuje některé revolvery. Ani v nejmenším není kompletní.

## A
- Adams Mk2 (UK – Revolver – .450 Adams)
- Adams Mk3 (UK – Revolver – .450 Adams)
- Adams Mk4 (UK – Revolver – .450 Adams)
- ALFA Model 2230 (Czech Republic – Revolver – .32 S&W Long)
- Arminius HW7S (Revolver – .22 LR)
- ARMSCOR M200 (Filipíny – Revolver: Armaments Corporation Of Philippines)
- ARMSCOR M202 (Filipíny – Revolver: Armaments Corporation Of Philippines)
- ARMSCOR M206 (Filipíny – Revolver: Armaments Corporation Of Philippines)
- ARMSCOR M210 (Filipíny – Revolver: Armaments Corporation Of Philippines)
- Armtech SMOLT (US/Nizozemsko – Revolver – .357 Magnum: Custom S&W Model 19 with Colt Python barrel)
- Astra Cadix (Španělsko – Revolver – .38 Special)
- Astra Police (Španělsko – Revolver – .38 Special)

## B
- Belgian M1871 Trooper's Revolver (Belgie – Revolver – 11 x 17.5 mm French Ordnance)
- Belgian M1878 Officer's Revolver (Belgie – Revolver – 9 x 23 mmR Nagant)
- Belgian M1883 NCO's Revolver (Belgie – Revolver – 9 x 23 mmR Nagant)
- Model 1 (Itálie – Revolver – 9 x 19 mm Parabellum & .357 Magnum)
- PR-71 (Itálie/Brazílie – Revolver – .22 LR & .38 Special)
- Stampede (Itálie – Revolver)
- Tenax (Itálie/Brazílie – Revolver – .22 LR, .32, & .38 Special)

## C
- CADCO Medusa (US – Revolver)
- Chamelot Delvigne French 1873 (France – Revolver -
- Výrobce Colt
- Colt Machine Guns
  - Colt M1836 Patterson (US – Revolver – .31 caliber cap & ball black powder)
  - Colt M1847 Walker (US – Revolver – .44 caliber cap & ball black powder)
  - Colt Dragoon  (US – Revolver)
  - Colt M1851 Navy (US – Revolver – .36 caliber cap & ball black powder)
  - Colt/Root M1855 (US – Revolver – .31 caliber cap & ball black powder)
  - Colt M1860 Army (US – Revolver – .44 caliber cap & ball black powder)
  - Colt M1861 Navy  (US – Revolver)
  - Colt M1862 Pocket Navy (US – Revolver)
  - Colt M1862 Police (US – Revolver – .36 caliber cap & ball black powder)
  - Colt Baby Dragoon  (US – Revolver)
  - Colt M1873 Single Action Army (US – Revolver – .45 Colt)
    - Colt Bisley (US – Revolver)
    - Colt Frontier Sixshooter (US – Revolver – .44-40)
    - Colt New Frontier (US – Revolver)
    - Colt Peacemaker (US – Revolver)

  - Colt M1877 Lightning Double Action (US – Revolver – .38 Long Colt)
  - Colt M1877 Thunderer Double Action (US – Revolver – .41 Long Colt)
  - Colt M1878 Frontier Double Action (US – Revolver – .38-40, .44-40, & .45 Colt)
  - Colt M1889 New Navy (US – Revolver – .38 Long Colt)
  - Colt M1892 New Army (US – Revolver – .38 Long Colt)
  - Colt M1894 New Army (US – Revolver – .38 Long Colt)
  - Colt M1905 New Marine (US – Revolver – .38 Long Colt)
  - Colt M1908 Army Special (US – Revolver – .38 Special)
  - Colt New Service (US – Revolver – .38 Special, .357 Magnum, .38-40, .44 Special, .44-40, .45 Colt, .45 ACP, & .455 Eley)
    - Colt M1909 (US – Revolver – .45 Colt)
    - Colt M1917 (US – Revolver – .45 ACP)
    - Colt New Service Target (US – Revolver – .44 Special, .45 Colt, & .45 ACP)
    - Colt Shooting Master (US – Revolver – .38 Special, .357 Magnum, .44 Special, .45 Colt, & .45 ACP)

  - Colt Camp Perry (US – Single-Shot Revolver – .22 LR)
  - Colt Pocket Positive (US – Revolver – .32 Colt Police Positive/Colt New Police/.32 S&W Long)
  - Colt Police Positive (US – Revolver – .32 Police Positive/.32 S&W Long & .38 Colt Police Positive/.38 S&W)
    - Colt Police Positive Target (US – Revolver – .22 LR & .32 Colt Police Positive)
    - Colt Bankers Special (US – Revolver – .22 LR & .38 Colt Police Positive)

  - Colt Police Positive Special (US – Revolver – .32-20 WCF & .38 Special)
    - Colt Detective Special (US – Revolver – .22 LR, .32 Colt New Police, & .38 Special)
      - Colt Cobra (US – Revolver – .22 LR, .32 Colt New Police, & .38 Special)
      - Colt Agent (US – Revolver – .38 Special)
      - Colt Commando (US – Revolver – .38 Special)

    - Colt Diamondback (US – Revolver – .22 LR & .38 Special)
    - Colt Viper (US – Revolver – .38 Special)

  - Colt Official Police (US – Revolver – .22 LR, .38 S&W, & .38 Special)
    - Colt Army Special (US – Revolver – .32-20 WCF, .38 Special, & .41 Long Colt)
    - Colt Officers Model Special (US – Revolver – .22 LR)
    - Colt Officers Model Target (US – Revolver – .38 Special)
    - Colt Officers Model Match (US – Revolver – .22 LR & .38 Special)
    - Colt Commando (US – Revolver – .38 Special)
    - Colt Marshall (US – Revolver – .38 Special)
    - Colt .357 (US – Revolver – .357 Magnum)
    - Colt Trooper (US – Revolver – .357 Magnum)

  - Colt Python (US – Revolver – .357 Magnum)
  - Colt Python Hunter (US – Revolver – .357 Magnum)
  - Colt Python Silhouette (US – Revolver – .357 Magnum)
  - Colt Python Target (US – Revolver – .38 Special)
  - Colt Frontier Scout (US – Revolver – .22 LR)
    - Colt Buntline Scout (US – Revolver – .22 LR)

  - Colt Trooper Mk III (US – Revolver – .22 LR, .22 Magnum, & .357 Magnum)
    - Colt Border Patrol (US – Revolver – .357 Magnum)
    - Colt Lawman Mk III (US – Revolver – .357 Magnum)
    - Colt Metropolitan Mk III (US – Revolver – .38 Special)
    - Colt Official Police Mk III (US – Revolver – .38 Special)

  - Colt Trooper Mk V (US – Revolver – .357 Magnum)
    - Colt Lawman Mk V (US – Revolver – .357 Magnum)
    - Colt Boa (US – Revolver – .357 Magnum)
    - Colt Peacekeeper (US – Revolver – .357 Magnum)

  - Colt King Cobra (US – Revolver – .357 Magnum)
  - Colt Anaconda (US – Revolver – .44 Magnum & .45 Colt)
  - Colt SF-VI (US – Revolver – .38 Special)
    - Colt DS-II (US – Revolver – .38 Special)
    - Colt Magnum Carry (US – Revolver – .357 Magnum)
    - Colt Survivor (US – Revolver)

## F
- FN Barracuda (Belgie/Španělsko – Revolver – 9 x 19 mm Parabellum & .357 Magnum: Astra Police Variant)
- French Navy model 1858 revolver
- Galand-Type revolver

## H
- HDH Revolver
- Holek (Alfa-Proj CZ)
- Hopkins & Allen Pocket Revolver

## K
- KOVROV AEK906 Rusko revolver
- KOVROV UDAR Rusko revolver
- KPB U94-TS Rusko revolver

## M
- M1879 Reichsrevolver
- Manurhin MR73 (Francie – Revolver)
  - Manurhin MR 73 Gendarmerie (Francie – Revolver)
  - Manurhin MR 73 Sport (Francie – Revolver)
- Manurhin Special Police F1 (Francie – Revolver)
- Mateba AutoRevolver 6-Defence (Itálie – Revolver)
- Mateba AutoRevolver 6-Dynamic Sportiva (Itálie – Revolver)
- Mateba AutoRevolver 6-Home Protection (Itálie – Revolver)
- Mateba AutoRevolver 6-Hunter (Itálie – Revolver)
- Mateba Grifone (Itálie – Revolver)
- Mateba MTR-8 (Itálie – Revolver)

## N
- Nagant vz. 1895

## R
- R-92 revolver
- Remington Revolvers
  - Remington Model 1858 (US – Revolver – .36 Round Ball, .44 Round Ball)
  - Remington Model 1875 (US – Revolver
- Rossi M971 (Brazil – Revolver)
- Rossi M9711 (Brazil – Revolver)
- Ruger SP 101 (US – Revolver – .22 LR, .32 Magnum, 9 x 19 mm Parabellum, .38 Special, & .357 Magnum)
- Ruger Redhawk (US – Revolver – .357 Magnum, .41 Magnum, .44 Magnum, & .45 Colt)
- Ruger Super Blackhawk (US-Revolver -.357 Magnum)
- Ruger Super Redhawk (US – Revolver – .44 Magnum, .454 Casull, & .480 Ruger)

## S
- Revolvery Smith & Wesson
  - S&W Number 1 (US – Revolver – .22 Short)
  - S&W Number 2 (US – Revolver – .32 Long Rimfire)
  - S&W Number 3 Pocket Pistol (US – Revolver – .41 S&W Rimfire)
    - S&W .32 Single Action (US – Revolver – .32 S&W)
    - S&W .32 Double Action (US – Revolver – .32 S&W)
    - S&W .32 Safety Hammerless (US – Revolver – .32 S&W)
    - S&W .38 Single Action (US – Revolver – .38 S&W)
    - S&W .38 Double Action (US – Revolver – .38 S&W)
    - S&W .38 DA Perfected (US – Revolver – .38 S&W)
    - S&W .38 Safety Hammerless (US – Revolver – .38 S&W)

  - S&W American (US – Revolver – .44 Henry & .44 S&W American)
    - S&W Russian (US – Revolver – .44 Henry & .44 Russian)
    - S&W Schofield (US – Revolver – .45 Schofield)
    - S&W New Model 3 (US – Revolver)
    - S&W New Model 3 Single Action (US – Revolver – .32 S&W, .32-44 S&W, .320 S&W Revolving Rifle, .38 S&W, .38 Colt, .38-40, .38-44 S&W, .41 S&W, .44 Henry, .44 American, .44-40, .45 Schofield, .450 Revolver, .45 Webley, .455 Mark I, & .455 Mark II)
    - S&W New Model 3 Target Model (US – Revolver – .32-44 S&W & .38-44 S&W)
    - S&W New Model 3 Turkish (US – Revolver – .44 Henry)
    - S&W New Model 3 Frontier (US – Revolver – .44-40)
    - S&W New Model 3 .38 Winchester (US – Revolver – .38-40)
    - S&W .44 Double Action (US – Revolver – .44 Russian)
    - S&W .44 Double Action Frontier (US – Revolver – .44-40)
    - S&W .38 Winchester Double Action (US – Revolver – .38-40)

  - S&W .22 LadySmith (US – Revolver – .22 Long)
  - S&W .22/32 Hand Ejector (US – Revolver – .22 LR)
    - S&W .22/32 Target Model (US – Revolver – .22 LR)
      - S&W Model of 1953 .22/32 Target (US – Revolver – .22 LR)
      - S&W Model of 1953 .22/32 Kit Gun (US – Revolver – .22 LR)
      - S&W Model of 1955 .22/32 Kit Gun Airweight (US – Revolver – .22 LR)

  - S&W .32 Hand Ejector (US – Revolver – .32 S&W Long: Model 1896)
    - S&W .32 Hand Ejector Model of 1903 (US – Revolver – .32 S&W Long)
    - S&W .32 Regulation Police (US – Revolver – .32 S&W Long)

  - S&W .32-20 Hand Ejector (US – Revolver – .32-20)
    - S&W .32-20 Hand Ejector Model of 1902 (US – Revolver – .32-20)
    - S&W .32-20 Hand Ejector Model of 1905 (US – Revolver – .32-20)

  - S&W .38 Military & Police (US – Revolver – .38 Long Colt & .38 Special: Model 1899 Army-Navy)
    - S&W .38 Military & Police Model of 1902 (US – Revolver – .38 Special)
    - S&W .38 Military & Police Model of 1905 (US – Revolver – .38 Special)
    - S&W .38 Military & Police Victory Model (US – Revolver – .38 Special)
    - S&W .38 Military & Police Airweight (US – Revolver – .38 Special)
      - S&W M13 Aircrewman (US – Revolver – .38 Special)

  - S&W .38 Chief's SpecialS&W .38 Chief's Special (US – Revolver – .38 Special)
    -       - S&W Aircrewman (US – Revolver – .38 Special)

  - S&W Bodyguard Airweight (US – Revolver – .38 Special)
  - S&W Centennial (US – Revolver – .38 Special)
  - S&W .38/44 Heavy Duty (US – Revolver – .38 Special)
    - S&W .38/44 Outdoorsman (US – Revolver – .38 Special)

  - S&W .38 Regulation Police (US – Revolver – .38 S&W)
    - S&W .38/32 Terrier (US – Revolver – .38 S&W)

  - S&W K-200 (US – Revolver – .38/200 / .38 S&W)
    - S&W Highway Patrolman (US – Revolver – .357 Magnum)

  - S&W .44 Hand Ejector First Model (US – Revolver – .44 Special)
    - S&W New Century (US – Revolver)
    - S&W Triple Lock (US – Revolver – .38-40, .44 Russian, .44 Special, .44-40, .45 Schofield, .45 Colt, & .455 Mark II)
    - S&W .44 Military Model of 1908 (US – Revolver – .44 Special)
    - S&W .44 Hand Ejector Second Model (US – Revolver – .38-40, .44 Special, .44-40, & .45 Colt)
    - S&W .44 Hand Ejector Third Model (US – Revolver – .44 Special, .44-40, & .45 Colt: Model 1926 Hand Ejector)
      - S&W Model of 1926 .44 Military (US – Revolver – .44 Special)
      - S&W Model of 1950 .44 Military (US – Revolver – .44 Special)

    - S&W .44 Hand Ejector Fourth Model Target (US – Revolver – .44 Special: Model of 1950 Target)

  - S&W .44 Magnum (US – Revolver – .44 Magnum)
  - S&W .45 Hand Ejector US Service Model of 1917 (US – Revolver – .45 ACP)
    - S&W Model of 1917 Army (US – Revolver – .45 ACP)
      - S&W Model of 1950 (US – Revolver – .45 ACP & .45 Colt)
        - S&W Model of 1955 .45 Target (US – Revolver – .45 ACP)

  - S&W .455 Mark II Hand Ejector (US – Revolver – .45 Colt & .455 Mark II)
  - S&W K-22 (US – Revolver – .22 LR)
    - S&W .22 Military & Police (US – Revolver – .22 LR)

  - S&W K-32 (US – Revolver – .32 S&W Long)
    - S&W .32 Military & Police (US – Revolver – .32 S&W Long)

  - S&W K-38 (US – Revolver – .38 Special)
  - S&W .357 Combat Magnum (US – Revolver – .357 Magnum)
  - S&W Model 10 (US – Revolver – .38 Special: Military & Police)
  - S&W Model 11 (US – Revolver – .38/200 / .38 S&W: Military & Police)
  - S&W Model 12 (US – Revolver – .38 Special: Military & Police Airweight)
  - S&W Model 13 (US – Revolver – .357 Magnum: Military & Police Magnum)
  - S&W Model 14 (US – Revolver – .38 Special: K-38 Masterpiece)
  - S&W Model 15 (US – Revolver – .38 Special: Combat Masterpiece)
  - S&W Model 16 (US – Revolver – .32 S&W Long: K-32 Masterpiece)
    - S&W Model 16-4 (US – Revolver – .32 Magnum)

  - S&W Model 17 (US – Revolver – .22 LR: K-22 Masterpiece)
  - S&W Model 18 (US – Revolver – .22 LR: K-22 Combat Masterpiece)
  - S&W Model 19 (US – Revolver – .357 Magnum: Combat Magnum)
  - S&W Model 20 (US – Revolver – .38 Special: .38/44 Heavy Duty)
  - S&W Model 21 (US – Revolver – .44 Special)
  - S&W Model 22 (US – Revolver – .45 ACP)
  - S&W Model 23 (US – Revolver – .38 Special: .38/44 Outdoorsman)
  - S&W Model 24 (US – Revolver – .44 Special)
  - S&W Model 25-2 (US – Revolver – .45 ACP)
  - S&W Model 25-5 (US – Revolver – .45 Colt)
  - S&W Model 26 (US – Revolver – .45 ACP: Model roku 1950 terčový)
  - S&W Model 27 (US – Revolver – .357 Magnum)
  - S&W Model 28 (US – Revolver – .357 Magnum: Highway Patrolman)
  - S&W Model 29 (US – Revolver – .44 Magnum)
  - S&W Model 30 (US – Revolver – .32 S&W Long: .32 Hand Ejector)
  - S&W Model 31 (US – Revolver – .32 S&W Long: .32 Regulation Police)
  - S&W Model 32 (US – Revolver – .38 S&W: .38/32 Terrier)
  - S&W Model 33 (US – Revolver – .38 S&W: .38 Regulation Police
  - S&W Model 34 (US – Revolver – .22 LR: Model of 1953 .22/32 Kit Gun)
  - S&W Model 35 (US – Revolver – .22 LR: Model of 1953 .22/32 Target)
  - S&W Model 36 (US – Revolver – .38 Special: Chief's Special)
  - S&W Model 37 (US – Revolver – .38 Special: The Chief's Special Airweight)
  - S&W Model 38 (US – Revolver – .38 Special: Bodyguard Airweight)
  - S&W Model 40 (US – Revolver – .38 Special: Centennial)
  - S&W Model 42 (US – Revolver – .38 Special: Centennial Airweight)
  - S&W Model 43 (US – Revolver – .22 LR: Model of 1955 .22/32 Kit Gun Airweight)
  - S&W Model 45 (US – Revolver – .22 LR: .22 Military & Police)
  - S&W Model 48 (US – Revolver – .22 Magnum: K-22 Masterpiece Magnum Rimfire)
  - S&W Model 49 (US – Revolver – .38 Special: Bodyguard)
  - S&W Model 50 (US – Revolver – .38 Special: Chief's Special Target)
  - S&W Model 51 (US – Revolver – .22 Magnum: Model of 1960 .22/32 Kit Gun Magnum Rimfire)
  - S&W Model 53 (US – Revolver – .22 Jet: .22 Centerfire Magnum)
  - S&W Model 56 (US – Revolver – .38 Special: KXT-38 USAF)
  - S&W Model 57 (US – Revolver – .41 Magnum)
  - S&W Model 58 (US – Revolver – .41 Magnum: .41 Military & Police)
  - S&W Model 60 (US – Revolver – .38 Special: Chief's Special Stainless)
    - S&W Model 60-9 (US – Revolver – .357 Magnum: Chief's Special Stainless)

  - S&W Model 63 (US – Revolver – .22 LR: Model of 1977 .22/32 Kit Gun Stainless)
  - S&W Model 64 (US – Revolver – .38 Special: Military & Police Stainless)
  - S&W Model 65 (US – Revolver – .357 Magnum: Military & Police Magnum Stainless)
  - S&W Model 66 (US – Revolver – .357 Magnum: Combat Magnum Stainless)
  - S&W Model 67 (US – Revolver – .38 Special: Combat Masterpiece Stainless)
  - S&W Model 68 (US – Revolver – .38 Special: California Highway Patrol)
  - S&W Model 73 (US – Revolver – .38 Special)
  - S&W Model 242 (US – Revolver – .38 Special: Centennial Airlight Ti)
  - S&W Model 296 (US – Revolver – .44 Special: Centennial Airlight Ti)
  - S&W Model 317 (US – Revolver – .22 LR: Airlight)
  - S&W Model 325 (US – Revolver – .45 ACP: Airlite Sc)
  - S&W Model 327 (US – Revolver – .357 Magnum: Airlite Sc)
  - S&W Model 329 (US – Revolver – .44 Magnum: Airlite Sc)
  - S&W Model 331 (US – Revolver – .32 Magnum: Chief's Special Airlight Ti)
  - S&W Model 332 (US – Revolver – .32 Magnum: Centennial Airlight Ti)
  - S&W Model 337 (US – Revolver – .38 Special: Chief's Special Airlight Ti)
  - S&W Model 340 (US – Revolver – .357 Magnum: Centennial Airlite Sc)
  - S&W Model 342 (US – Revolver – .38 Special: Centennial Airlight Ti)
  - S&W Model 351 (US – Revolver – .22 Magnum: Airlite)
  - S&W Model 357 (US – Revolver – .41 Magnum: Airlite Sc)
  - S&W Model 360 (US – Revolver – .357 Magnum: Chief's Special Airlite Sc)
  - S&W Model 386 (US – Revolver – .357 Magnum: Airlite Sc)
  - S&W Model 396 (US – Revolver – .44 Special: Mountain Lite)
  - S&W Model 431 (US – Revolver – .32 Magnum: Airweight)
  - S&W Model 432 (US – Revolver – .32 Magnum: Centennial Airweight)
  - S&W Model 442 (US – Revolver – .38 Special: Centennial Airweight)
  - S&W Model 460XVR (US – Revolver – .460 S&W Magnum)
  - S&W Model 500 (US – Revolver – .500 S&W Magnum)
  - S&W Model 520 (US – Revolver – .357 Magnum: Military & Police – NYSP)
  - S&W Model 520 (US – Revolver – .357 Magnum: L-Frame)
  - S&W Model 544 (US – Revolver – .44-40: Texas Wagon Train Commemorative)
  - S&W Model 547 (US – Revolver – 9 x 19 mm Parabellum: Military & Police)
  - S&W Model 581 (US – Revolver – .357 Magnum: Distinguished Service Magnum)
  - S&W Model 586 (US – Revolver – .357 Magnum: Distinguished Combat Magnum)
  - S&W Model 610 (US – Revolver – 10 mm Norma)
  - S&W Model 617 (US – Revolver – .22 LR: K-22 Masterpiece Stainless)
  - S&W Model 619 (US – Revolver – .357 Magnum)
  - S&W Model 620 (US – Revolver – .357 Magnum)
  - S&W Model 624 (US – Revolver – .44 Special: Model of 1985 .44 Target Stainless)
  - S&W Model 625 (US – Revolver – .45 ACP: .45 Target Stainless)
    - S&W Model 625-2 (US – Revolver – .45 ACP: Model of 1988 .45 Target Stainless)
    - S&W Model 625-3 (US – Revolver – .45 ACP: Model of 1989 .45 Target Stainless)
    - S&W Model 625-8 (US – Revolver – .45 ACP: Model of 1989 .45 Target Stainless 5 inch barrel)
    - S&W Model 625-10 (US – Revolver – .45 ACP: Model of 1989 .45 Target Stainless 5 inch barrel)
    - S&W Model 625 Mountain Gun (US – Revolver – .45 ACP: Model of 1989 .45 Light Weight 39.5 oz)

  - S&W Model 627 (US – Revolver – .357 Magnum & .38 Super)
  - S&W Model 629 (US – Revolver – .44 Magnum)
  - S&W Model 631 (US – Revolver – .32 Magnum)
  - S&W Model 632 (US – Revolver – .32 Magnum: Centennial Airweight Stainless)
  - S&W Model 637 (US – Revolver – .38 Special: Chief's Special Airweight Stainless)
  - S&W Model 637 (US – Revolver – .38 Special: Bodyguard Airweight Stainless)
  - S&W Model 640 (US – Revolver – .38 Special: Centennial Stainless)
    - S&W Model 640-1 (US – Revolver – .357 Magnum: Centennial Stainless)

  - S&W Model 642 (US – Revolver – .38 Special: Centennial Airweight Stainless)
  - S&W Model 646 (US – Revolver – .40 S&W)
  - S&W Model 647 (US – Revolver – .17 HMR)
  - S&W Model 648 (US – Revolver – .22 Magnum: Magnum Rimfire Stainless)
  - S&W Model 649 (US – Revolver – .38 Special: Bodyguard Stainless)
    - S&W Model 649-3 (US – Revolver – .357 Magnum: Bodyguard Stainless)

  - S&W Model 650 (US – Revolver – .22 Magnum: .22 Magnum Rimfire služební zbraň)
  - S&W Model 651 (US – Revolver – .22 Magnum: .22 Magnum Rimfire terčová zbraň)
  - S&W Model 657 (US – Revolver – .41 Magnum)
  - S&W Model 681 (US – Revolver – .357 Magnum)
  - S&W Model 686 (US – Revolver – .357 Magnum & .38 Super)
    - S&W Model 686 (US – Revolver – .357 Magnum & .38 Special)
    - S&W Model 686P (US – Revolver – .357 Magnum & .38 Special P+ Stainless)
    - S&W Model 686PP (US – Revolver – .357 Magnum & .38 Special P++, sedmiranný, Stainless)

  - S&W Model 696 (US – Revolver – .44 Special)
  - S&W Model 940 (US – Revolver – 9 x 19 mm Parabellum: Centennial)
  - S&W Model 944 (US – Revolver – 9 x 19 mm Parabellum: Centennial Airweight)

## W
- Webley
- Webley-Fosbery